# Староикан
Староикан (каз. Ескіиқан) — село в Сауранском районе Туркестанской области Казахстана. Административный центр и единственный населённый пункт Староиканского сельского округа. Код КАТО — 512635100.
Село расположено в 25 км к юго-востоку от центра Туркестана, по дороге на Шымкент.

## История
В российской военной истории данный населённый пункт стал широко известен после боевого столкновения русской казачьей сотни есаула Серова и кокандской армии Алимкула, произошедшего в декабре 1864 года в ходе экспансии России в Средней Азии.

## Население
В 1999 году население села составляло 11277 человек (5683 мужчины и 5594 женщины). По данным переписи 2009 года, в селе проживали 14294 человека (7212 мужчин и 7082 женщины).

## Достопримечательности
- Мавзолей Жунус (Жусип)-ата (XVIII—XIX века), реставрирован в 2008 году.[5]
- До 2015 года в селе сохранялся недемонтированный со сталинских времён памятник Сталину — единственный в Казахстане[6][7][8][9].

## Известные уроженцы
- Миртемир Турсунов — узбекский советский поэт и публицист. Народный поэт Узбекской ССР.